# Charles Beauclerk, 1:e hertig av Saint Albans
Charles Beauclerk, 1:e hertig av Saint Albans, född den 8 maj 1670, död 10 maj 1726 i Bath och begravd i Westminster Abbey, var utomäktenskaplig son till Karl II av England och hans älskarinna Nell Gwynne.

## Biografi
1684 utnämndes han till hertig av Saint Albans av sin far. Då hans mor dog ärvde han en stor egendom, Burford House, nära Windsor Castle. 1718 utnämndes han till riddare av Strumpebandsorden av Georg I av Storbritannien. 
Han gifte sig 1694 med lady Diana de Vere och blev far till tolv barn, däribland :
- Charles Beauclerk, 2:e hertig av St Albans (1696-1751), gift med Lucy Werden
- Lord William Beauclerk (1698-1733), gift med Charlotte Werden